# Temesmurány

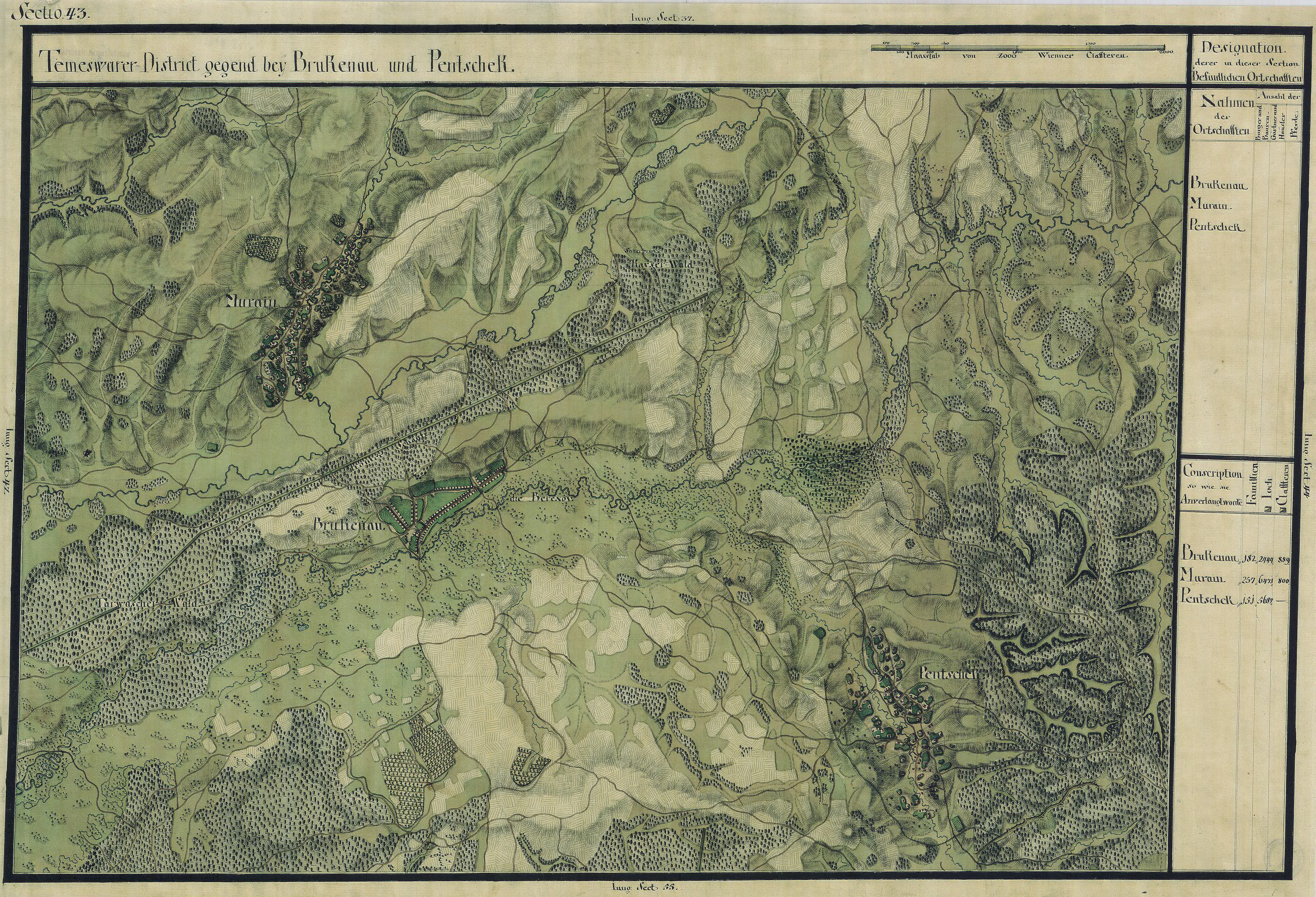
Temesmurány és környéke egy régi térképen

Temesmurány (Murani), település Romániában, a Bánságban, Temes megyében.

## Fekvése
Temesvártól északra, a Mátka vize mellett, Vinga, Hidasliget és Csernegyház közt fekvő település.

## Története
Temesmurány nevét 1328-ban említette először oklevél Murun néven. 1333-ban Moran, 1492-ben Murony néven írták. 1472-ben a falu a Kenézi Muroni családé, mely még 1520-ban is birtokos volt itt, két másik Muroni előnevű családdal: a Muroni Veres és a Muroni Weér családokkal együtt. 
A török hódoltság alatt is lakott hely maradt. Ekkor románok lakta faluként, 20 házzal említették, 1723-ban gróf Mercy térképén azonban már lakatlan pusztaként volt jelölve. 1780-ig kincstári hivatalnokok és románok haszonbérelték, akik többnyire a temesvári igazgatóság tisztviselői voltak. 1781-ben Kulterer József a kincstártól megvásárolta, majd 1799-ben nemességet szerzett, és felvette a Murányi nevet. 
A 19. század elején két részre oszlott a birtok, melyből az egyik rész Murányi Murányi Ignáczé, a másik Alsó-Nemeslaki Radványi (Winkler) Miklósné, szül. Murányi Teréz birtoka lett. 1848-ban Murányi Teréz részét gróf Gyulai Sámuel vette meg, 1892-től pedig gróf Gyulai István birtoka lett. Murányi Ignácz 1867-ben Temes vármegye első alkotmányos főispánja volt, 1869-ben birtokrészét Hodonyi Manaszy Gyuláné, szül. Murányi Erzsébetre hagyta.
1910-ben 1626 lakosából 1375 román, 149 magyar, 97 német volt. Ebből 1379 görögkeleti ortodox, 228 római katolikus volt.
A trianoni békeszerződés előtt Temes vármegye Vingádi járásához tartozott.
Bartók Béla népdalgyűjtő útjai során Temesmurányt is felkereste.

## Acsád
Acsád falu is itt állt egykor. Nevét 1318-ban említették először Acsádi Dedal fia Pál birtokaként. Később Vojteki Tivadaré lett, kinek fiai Miklós és János 1329-ben, a többi öröklött birtokaikkal együtt, eladták Gál mester királyi jegyzőnek, és övé volt még 1341-ben is. Később azonban Vojteki Miklós és János visszaszerezték. Acsád Boldogságos Szűz tiszteletére szentelt kőtemploma és plebániája is említve volt. Később a község a csanádi püspöké lett; kit Zsigmond király 1421-ben  meg is erősíti birtokában.
A 15. század  második felében már két Acsád nevű település volt egymás mellett: Nagyacsád és Kisacsád is említve volt  az oklevelekben. Nagyacsád 1454-1498 között a Csákiak birtoka, Kisacsád pedig a csanádi püspökségé volt. A 17. század végének hadjáratai alatt elpusztult és az 1723-1725. évi gróf Mercy-féle térképen már az elpusztult helységek közt van feltüntetve.

## Derzse
A környéken feküdt Derzse helység is, melynek emlékét a mai Temesmurány melletti Derzsely nevű völgy őrzi. 1421-ben Derzse szintén a csanádi püspök birtoka volt.